# Chuanyue
Chuanyue (穿越) este un gen chinez de ficțiune în care protagonistul călătorește în timp în diferite perioade istorice.
Prima lucrare modernă a acestui gen este A Step into the Past de scriitorul din Hong Kong, Huang Yi. Printre srierile celebre ce pot fi clasificate ca și chuanyue sunt cele publicate de Qidian Chinese Network, cum ar fi Illumine Lingao.
Un subgen popular este Qingchuan (清穿), în care, de obicei un protagonist feminin, călătorește înapoi în dinastia Qing și se îndrăgostește de fiii împăraților Qing
. Cele trei romane Bubu Jingxin, Meng Hui Da Qing și Yao Hua sunt primele trei romane Qingchuan. Mai sunt numite și "cele trei pietre de temelie ale romanelor Qingchuan". Romanele Qingchuan sunt foarte populare in rândul populației chineze, în special femeile tinere. Unele dintre romane cum ar fi Bu Bu Jingxin sunt așa de populare încât au fost ecranizate ca și seriale TV. Aceste seriale au avut parte de o audiență mare încă de la debut.